# Fear of Music
Fear of Music är Talking Heads tredje album, släppt 1979. På det här albumet började gruppen så smått experimentera med afrikanska rytmer, det märks på den första låten "I Zimbra" som blev en populär låt på klubbar. De här experimenten blir mer framträdande på nästa album, Remain in Light. Till skillnad från gruppens tidigare album har Fear of Music också ett lite allvarligare sound.

## Låtlista
Samtliga låtar skrivna av David Byrne, om annat inte anges.
1. "I Zimbra" (Hugo Ball/David Byrne/Brian Eno) - 3:06
2. "Mind" - 4:12
3. "Paper" - 2:36
4. "Cities" - 4:05
5. "Life During Wartime" (David Byrne/Chris Frantz/Jerry Harrison/Tina Weymouth) - 3:41
6. "Memories Can't Wait" (David Byrne/Jerry Harrison) - 3:30
7. "Air" - 3:33
8. "Heaven" (David Byrne/Jerry Harrison) - 4:01
9. "Animals" - 3:29
10. "Electric Guitar" - 2:59
11. "Drugs" - 5:13